# قائمة رؤساء النمسا
هذه قائمة بالرؤساء الاتحاديين للنمسا من 1919 إلى 1938 ومنذ عام 1945. شغل اثنا عشر شخصا منصب رئيس الدولة منذ عام 1919، توفي خمسة منهم وقت ولايتهم. الرئيس الاتحادي الحالي هو السياسي ألكسندر فان دير بيلين من حزب الخضر في 26 يناير 2017.

## الجمهورية الأولى (1919-1938)
| N° | الصورة           | الاسم (الولادة-الوفاة)    | الانتخابات | الفترة         | الفترة                | الفترة                    | الحزب السياسي | الحزب السياسي                       | ملاحظات |
| N° | الصورة           | الاسم (الولادة-الوفاة)    | الانتخابات | استلم المنصب   | ترك المنصب            | المدة                     | الحزب السياسي | الحزب السياسي                       | ملاحظات |
| --- | ---------------- | ------------------------- | ---------- | -------------- | --------------------- | ------------------------- | ------------- | ----------------------------------- | --- |
| 1 | Karl Seitz       | كارل زايتس (1869-1950)    | 1919       | 5 مارس 1919    | 9 ديسمبر 1920         | سنةً واحدةً و9 أشهرٍ و4 أيامٍ |               | الحزب الديمقراطي الاجتماعي النمساوي | رئيس الجمعية التأسيسية الوطنية لجمهورية النمسا الألمانية من 5 مارس إلى 21 أكتوبر 1919 ثم رئيس الجمعية التأسيسية الوطنية لجمهورية النمسا من 21 أكتوبر 1919 إلى 1 نوفمبر 1920. أصبح القائم بأعمال الرئيس الاتحادي للنمسا من 1 نوفمبر إلى 9 ديسمبر 1920. |
| 2 | Michael Hainisch | ميكايل هاينش (1858-1940)  | 1920 1924  | 9 ديسمبر 1920  | 10 ديسمبر 1928        | 8 سنواتٍ ويومًا واحدًا       |               | مستقل                               | انتخب في عام 1920 وأعيد انتخابه في عام 1924. رفض الترشح لولاية ثالثة على اقتراح الأحزاب السياسية الرئيسية تعديل الدستور لكي يترشح مرة ثالثة. |
| 3 | Wilhelm Miklas   | فيلهلم ميكلاس (1872-1956) | 1928 1934  | 10 ديسمبر 1928 | 13 مارس 1938 (استقال) | 9 سنواتٍ و3 أشهرٍ و3 أيامٍ   |               | CS                                  | انتخب في عام 1928 وأعيد انتخابه في عام 1934. استقال أثناء عملية أنشلوس في 1938 |
| كان المستشار الاتحادي أرتور زايس إنكفارت رئيس مؤقت لمدة تقل عن يوم واحد دستوريًا. بعد ذلك كانت النمسا تابعة للرايخ الثالث. |                  |                           |            |                |                       |                           |               |                                     | |

## الجمهورية الثانية (منذ 1945)
| N° | الصورة                   | الاسم (الميلاد-الوفاة)              | الانتخابات | الفترة        | الفترة                          | الفترة                       | الحزب السياسي | الحزب السياسي                       | ملاحظات |
| N° | الصورة                   | الاسم (الميلاد-الوفاة)              | الانتخابات | ترك المنصب    | استلم المنصب                    | المدة                        | الحزب السياسي | الحزب السياسي                       | ملاحظات |
| --- | ------------------------ | ----------------------------------- | ---------- | ------------- | ------------------------------- | ---------------------------- | ------------- | ----------------------------------- | --- |
| 4 | Karl Renner              | كارل رينر (1870-1950)               | 1945       | 29 أبريل 1945 | 31 ديسمبر 1950 (توفي في المنصب) | 5 سنواتٍ و8 أشهرٍ ويومان       |               | الحزب الديمقراطي الاجتماعي النمساوي | أول رئيس للنمسا منذ سقوط الرايخ الثالث ،كان الرئيس الاتحادي المؤقت حتى 20 ديسمبر 1945 عندما انتخبته من قبل الجمعية الاتحادية. توفي في عام 1950 وقت ولايته.    |
| كان مستشار النمسا ليوبولد فيغل رئيس موقت من 31 ديسمبر 1950 إلى 21 يونيو 1951.                                    |                          |                                     |            |               |                                 |                              |               |                                     | |
| 5 | Theodor Körner           | تيودور كورنر (1873-1957)            | 1951       | 21 يونيو 1951 | 4 يناير 1957 (توفي في المنصب)   | 5 سنواتٍ و6 أشهرٍ و14 يومًا     |               | الحزب الديمقراطي الاجتماعي النمساوي | كانت أول رئيس نمساوي ينتخب بالاقتراع العام في عام 1951 واعتمد قانون الحياد الدائم تحت رئاسته. توفي في عام 1957 وقت ولايته.                                    |
| كان مستشار النمسا يوليوس راب رئيس مؤقت من 4 يناير إلى 22 مايو 1957.                                              |                          |                                     |            |               |                                 |                              |               |                                     | |
| 6 | Adolf Schärf             | أدولف شيرف (1890-1965)              | 1957 1963  | 22 مايو 1957  | 28 مايو 1965 (توفي في المنصب)   | 7 سنواتٍ و9 أشهرٍ و6 أيامٍ      |               | الحزب الديمقراطي الاجتماعي النمساوي | انتخب في عام 1957 ، وكان أول رئيس بعد الحرب يعاد انتخابه في عام 1963. توفي في عام 1965 وقت ولايته.                                                            |
| كان مستشار النمسا يوزف كلاوس رئيس موقت من 28 فبراير إلى 9 يونيو 1965.                                            |                          |                                     |            |               |                                 |                              |               |                                     | |
| 7 | Franz Jonas              | فرانز يوناس (1899- 24 أبريل 1974)   | 1965 1971  | 9 يونيو 1965  | 24 أبريل 1974 (توفي في المنصب)  | 8 سنواتٍ و10 أشهرٍ و15 يومًا    |               | الحزب الديمقراطي الاجتماعي النمساوي | انتخب في عام 1965 وأعيد انتخابه في عام 1971. توفي في عام 1974 وقت ولايته.                                                                                     |
| كان مستشار النمسا برونو كرايسكي رئيس موقت من 24 أبريل إلى 8 يوليو 1974.                                          |                          |                                     |            |               |                                 |                              |               |                                     | |
| 8 | Rudolf Kirchschläger     | رودولف كيرخشليغر (1915- 2000)       | 1974 1980  | 8 يوليو 1974  | 8 يوليو 1986                    | 12 سنةً                       |               | مستقل                               | انتخب في عام 1965 ، وأعيد انتخابه في عام 1980 بما يقرب من 80٪ من الأصوات وهي أعلى نسبة في تاريخ الانتخابات الرئاسية النمساوية.                                |
| 9 | Kurt Waldheim            | كورت فالدهايم (1918- 2007)          | 1986       | 8 يوليو 1986  | 8 يوليو 1992                    | 6 سنواتٍ                      |               | حزب الشعب النمساوي                  | أول رئيس من حزب الشعب النمساوي في عام 1986. لم يترشح لولاية ثانية بعد اكتشاف ماضيه النازي.                                                                    |
| 10 | Thomas Klestil           | طوماس كلستيل (1932-2004)            | 1992 1998  | 8 يوليو 1992  | 6 يوليو 2004 (توفي في المنصب)   | 11 سنةً و11 شهرًا و28 يومًا     |               | حزب الشعب النمساوي                  | انتخب في عام 1992 وأعيد انتخابه في عام 1998. توفي في عام 2004 قبل يومين من نهاية ولايته الثانية.                                                              |
| رأس الدولة رؤساء المجلس الوطني أندرياس كهول وباربرا برامر وتوماس برينزهورن مؤقتًا من 6 إلى 8 يوليو 2004.          |                          |                                     |            |               |                                 |                              |               |                                     | |
| 11 | Heinz Fischer            | هاينز فيشر (مواليد 1938)            | 2004 2010  | 8 يوليو 2004  | 8 يوليو 2016                    | 12 سنةً                       |               | الحزب الديمقراطي الاجتماعي النمساوي | انتخب في عام 2004 وأعيد انتخابه في عام 2010. كان ذو شعبية واسعة وقت رئاسته، ترك منصبه في عام 2016 دون خليفة بسبب إلغاء الدورة الثانية من الانتخابات الرئاسية. |
| رأس الدولة رؤساء المجلس الوطني دوريس بوريس وكارلهاينز كوبف ونوربرت هوفر مؤقتًا من 8 يوليو 2016 إلى 26 يناير 2017. |                          |                                     |            |               |                                 |                              |               |                                     | |
| 12 | Alexander Van der Bellen | ألكسندر فان دير بيلين (مواليد 1944) | 2016 2022  | 26 يناير 2017 | في المنصب                       | 8 سنواتٍ وشهرًا واحدًا و13 يومًا |               | حزب الخضر النمساوي                  | انتخب في ديسمبر 2016 في دورة ثانية بعد إلغاء انتخابه في يوليو 2016 بسبب مخالفات. أعيد انتخابه بهامش واسع في عام 2022.                                         |